# Edith Franke (Politikerin)

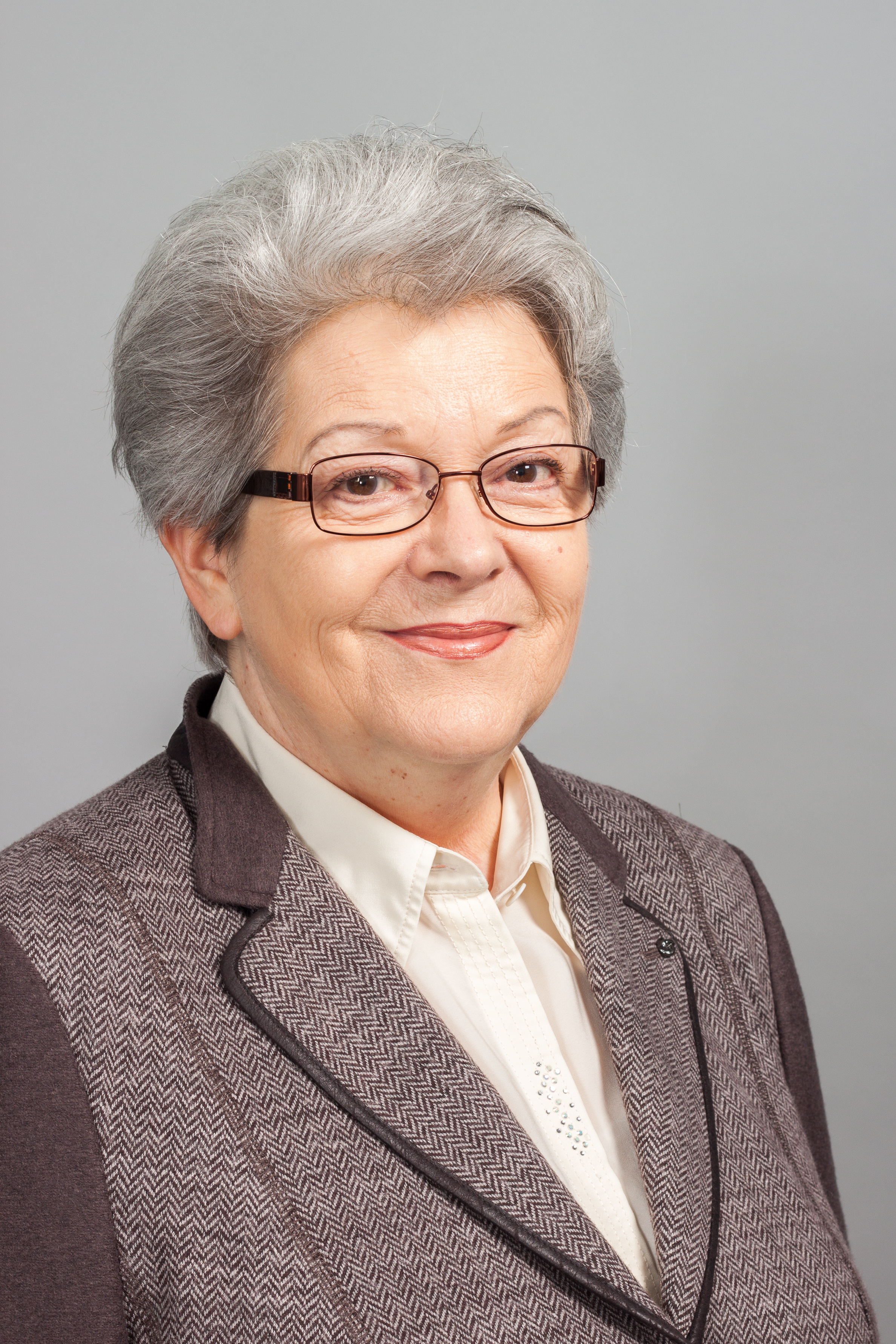
Edith Franke 2013

Edith Martha Franke (* 11. Oktober 1942 in Cottbus als Edith Martha Hartkopf; † 9. November 2024) war eine  deutsche Politikerin (SED bzw. SED-PDS 1989–1990, parteilos seit 1990). Von 2009 bis 2014 war sie Mitglied des Sächsischen Landtags, in dem sie der Fraktion der Partei Die Linke angehörte.

## Leben
Edith Franke erlernte den Beruf einer Maschinenschlosserin und studierte ab 1962 an der Technischen Universität Dresden. Sie war ab 1967 Diplom-Ingenieur-Ökonomin und Soziologin. 1971 erfolgte die Promotion A (Dr. phil.). 1971 wurde sie hauptamtliche Parteisekretärin an der Sektion Physik der TU Dresden. Von 1975 bis 1989 gehörte sie der SED-Kreisleitung der TU Dresden als hauptamtliche Sekretärin für Agitation und Propaganda an. Im Juli 1989 wechselte sie in gleicher Funktion in die SED-Stadtleitung Dresden und wurde schließlich vom 15. November 1989 bis 18. Januar 1990 Erster Sekretär der SED-Stadtleitung.
Edith Franke gründete am 7. März 1995 die Dresdner Tafel e. V. und war bis Mai 2015 deren Vorsitzende. Sie war Gründungsmitglied des Landesverbandes Sächsischer Tafeln und des Bundesverbandes Deutsche Tafel e. V.
Des Weiteren gründete sie im Gebäude eines ehemaligen kommunalen Kindergartens, das der Dresdner Tafel zunächst mietfrei zur Verfügung gestellt wurde, 2000 das „Linden-Haus“ für Straßenkinder, das 2010 zum Übergangswohnheim für obdachlose Jugendliche wurde und das von der Dresdner Tafel aufgrund wirtschaftlicher Schwierigkeiten zur Jahreswende 2014/15 an die Stadt zurückgegeben wurde.
Edith Franke lebte als Witwe in Dresden und hatte eine Tochter.

## Politik
Von März 1963 bis Februar 1990 war Edith Franke Mitglied der SED und danach parteilos. Bei der Landtagswahl 2009 wurde sie als Parteilose für die Partei Die Linke in den Sächsischen Landtag gewählt. Sie war in deren Fraktion Sprecherin für Armutsbekämpfung und Alterspräsidentin des Landtages während der 5. Wahlperiode. 
Bei der Aufstellung der Landesliste für die Landtagswahl 2014 wurde sie von dieser Partei nicht mehr berücksichtigt, gleichwohl wurde sie für diese als parteilose Direktkandidatin im Wahlkreis 47 (Dresden 7) aufgestellt. Trotz einer späten Unterstützung durch die Parteispitze der Linken entschied diesen Direktwahlkampf Markus Ulbig (CDU) für sich. Mit dem Nichteinzug in den Landtag beendete sie ihre politisch geprägte Laufbahn.

## Auszeichnungen
- Edith Franke erhielt 2005 die Verdienstmedaille des  Bundesverdienstordens.[16]
- Am 26. Mai 2005 wurde ihr von Landtagspräsident Erich Iltgen für die „Gründung der ersten Tafel Ostdeutschlands“ die Sächsische Verfassungsmedaille verliehen.[17]
- Seit 2015 war sie Ehrenvorsitzende der Dresdner Tafel.